# Lenadelta

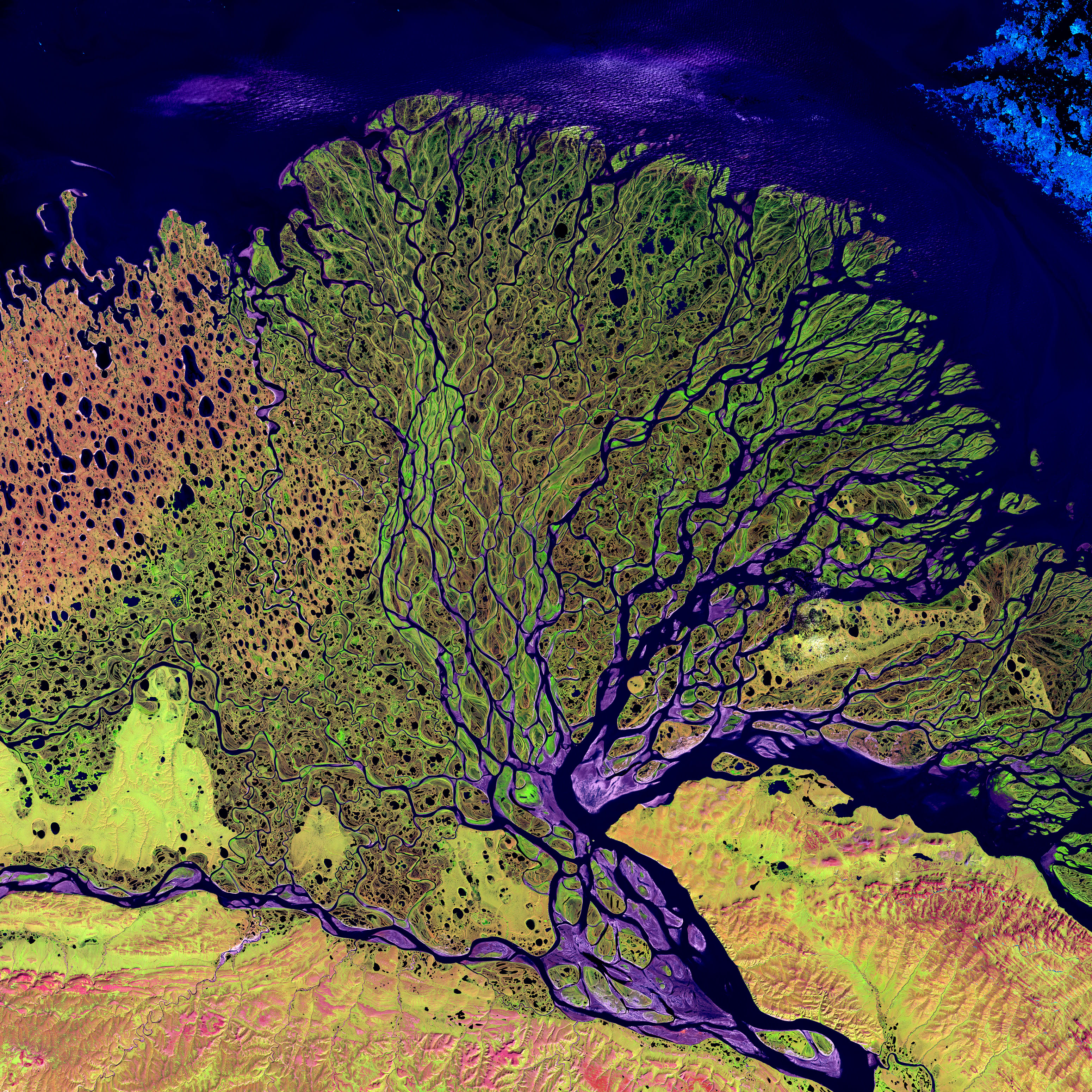
Satellietafbeelding van de delta (NASA-landsat)

De Lenadelta is met een oppervlakte van 45.000 km² (ruim even groot als Nederland) de op drie na grootste rivierdelta ter wereld na de Gangesdelta, Mekongdelta en de Yukon-Kuskokwimdelta. De monding van de Lena in de Laptevzee ligt in het noorden van Oost-Siberië en begint op ongeveer 150 kilometer landinwaarts. Aan de monding liggen de Doenajeilanden. De delta vormt onderdeel van de oeloes Boeloenski in het noorden van de Russische autonome deelrepubliek Jakoetië.
In het westelijke deel van de Lenadelta werd in 1985 het strikte natuurreservaat 'Zapovednik Lenadelta' ingesteld (14.330 km²), die een buffergebied heeft van 10.500 km² en waaraan in 1996 het grondstoffenreservaat 'Lena Delta' werd toegevoegd met een oppervlakte van 59.320 km². Dit gebied omvat ook een deel van de Laptevzee en de Nieuw-Siberische Eilanden.

## Geografie
De delta omvat ongeveer 1500 eilanden en eilandjes, zeearmen, meren, ondiepe baaien en moerassen, die van tijd tot tijd overstromen, zodat de structuur van de delta constant verandert. Slechts drie stromen van de Lena bereiken zonder onderbrekingen de zee. Dit zijn de westelijke Oljonek, de centrale Trofimov en de oostelijke Bykov. Deze watergangen zijn allemaal bevaarbaar, maar de 130 kilometer lange Bykov is de belangrijkste. Hier varen de schepen naar de Tiksibaai, waar Tiksi ligt, de zeehaven van Jakoetië.
De delta ligt nabij de grens tussen de Euraziatische en Noord-Amerikaanse Plaat. De ondergrond varieert van Paleozoïsch tot Kwartair gesteente. De permafrost zit hier tot een diepte van 600 meter en thermokarstholten en pingo's (lokaal met het Jakoetische woord 'boolgoonjach's' aangeduid) komen er veel voor. In het midden van de delta liggen enkele rotsen die als heilig worden beschouwd door de lokale Jakoeten.

## Vegetatie
De delta is begroeid met gevarieerde toendra, zoals grastoendra, gras-struiktoendra, korstmos-groene mostoendra en de gewone moerassige polygoontoendra. In de zapovednik komen 420 soorten vaatplanten voor, 160 soorten mos, 70 soorten korstmos en ongeveer 320 soorten algen. Op een van de kleine eilanden in het zuidelijke deel is een klein stukje lariksbos met bomen tot 4 meter hoog. Het wordt beschouwd als het noordelijkste bosmassief van het noordoosten van Eurazië.

## Fauna
De Lenadelta vormt een belangrijke nestelplaats voor trekvogels als ganzen, eenden, zwanen, steltloperachtigen, meeuwen en sterns, die hier met duizenden naartoe komen in de vroege zomer. Het grootste deel van de ruim 100 vogelsoorten in de delta zijn nestelaars. De zeldzaamste soorten zijn de Siberische witte kraanvogel, kleine zwaan, sneeuwgans en Ross' meeuw.
Voorkomende zeedieren in het gebied zijn de witte dolfijn, narwal, een drietal zeehondsoorten en de door de Russen onderscheiden 'Siberische walrus' (Odobenus rosmarus laptevi, niet internationaal erkend en als soort aan het verdwijnen). Er zijn ongeveer 30 landzoogdieren, waaronder ijsberen, wilde rendieren, sneeuwschapen, kamtsjatkamarmotten, poolvossen en lemmings. De delta vormt ook een belangrijk leefgebied voor de 36 vissoorten die er voorkomen, waaronder soorten als nelma (Stenodus nelma), moeksoen (Coregonus muksun), Coregonus sardinella en omoel (Coregonus migratorius).